# Міцзун'ї
Міцзун'ї (кит. спр. 迷蹤藝, піньїнь: Mízōngyì, буквально «Таємне мистецтво») — стиль китайського бойового мистецтва, заснований на оманливих та швидких рухах.
Стиль міцзун'ї також відомий під назвами міцзунцюань (кит. трад. 迷蹤拳, піньїнь: mízōngquán, буквально «кулак загубленого шляху»), яньцінцюань (кит. трад. 燕青拳, піньїнь: yànqīngquán, буквально «кулак блакитної ластівки»), «Лабіринтовий бокс» або просто Міцзун.
Як зовнішній («силовий») північнокитайський стиль, міцзун («таємний (втрачений) шлях») належить до сімейства бойових мистецтв «Довгий кулак» (кит. трад. 长拳, спр. 長拳, піньїнь chángquán), хоча в деяких традиціях вважається внутрішнім («м'яким») бойовим мистецтвом. Він створений Юе Феєм (1103—1142) і вважається системою-попередником поширеного напрямку сін'їцюань (кит.: 形意拳). Міцзун'ї створений Чень Цзюсяо (陳巨孝). Чен навчився у своїх дідуся та матері, обидва з яких також практикували міцзун'ї.
Мистецтво почало ставати популярним у 1901 році завдяки Хо Юаньцзя, майстру міцзуньї, батько якого, Хо Еньді, був так званим «наступником Міцзуньї» у шостому поколінні.
Є багато шкіл міцзун'ї. Однією з найпопулярніших є Міцзун Лохань (кит. спр. 迷蹤羅漢, піньїнь: mízōng luóhàn, буквально «Загублений слід архата»), яка поєднує міцзуньї з лоханьцюань (кит. трад. 罗汉拳, спр. 羅漢拳, піньїнь: luóhànquán, буквально «кулак архата»). Через лоханьцюань походження міцзун можна простежити до храму Шаолінь за часів династії Тан (поч. VII — поч. X ст.).

## Опис
Міцзун Лохань — це «зовнішній» стиль із чіткими «внутрішніми» впливами. Він спирається на багато аспектів зовнішнього стилю «довгого кулака північного Шаоліня» та внутрішніх стилів тайцзіцюань та багуачжан, які в наш час часто викладають разом із ним. Для нього характерні оманливі рухи рук, складна робота ніг, різноманітні удари ногами та високі стрибки. Стиль дуже швидко змінюється при виконанні. Акцент на гнучкості в стилях ушу (західне — «кунг-фу») північного Шаоліня є керівним принципом міцзун, і це очевидно в універсальності його атак і в тому, наскільки він об'єднує основні концепції багатьох внутрішніх стилів.
У XX столітті системою Міцзуна Лохана керував великий майстер Є Ютін — до своєї смерті в 1962 році у віці 70 років. Кілька його учнів, таких як майстри Чі Хунг Марр, Раймонд Вонг і Джонні Лі, в 1960-х роках емігрували до Північної Америки та продовжували викладати цю систему в різних місцях США: від Лос-Анджелеса, Далласа, Техас, Коппелла, Техас до Гаваїв і Канади.
Міцзун також продовжували викладати як базове мистецтво сін'юцюань у рамках традиції Юе Цзя Ба Шао / Ген Цзішань у Лондоні, Велика Британія. У рамках цієї традиції міцзун в основному навчали дітей, оскільки з погляду навчання технічні та внутрішні аспекти мистецтва є менш складними (тобто більш зовнішніми), ніж у сін'юцюань.